# Mario Soldini
Mario Soldini (* 2. Februar 1913 in Les Eaux-Vives, heute Gemeinde Genf; † 30. November 1993 in Genf, heimatberechtigt in Coldrerio) war ein Schweizer Lehrer und Politiker der faschistischen Partei Union nationale und später der rechtspopulistischen Partei Vigilence. Er war Grossrat des Kantons Genf, Nationalrat und Oberst.

## Leben
Mario Soldini war Sohn des Tramschaffners Henri und dessen Ehefrau Marguerite geborene Stoessel, Kindergärtnerin. Er heiratete 1937 Emmy Läderach, Tochter des Alfred, SBB-Angestellten. Nach seiner Lehrerausbildung war er Lehrer in Chêne-Bourg von 1935 bis 1975. Als Politiker  war er ab 1935 in der Union nationale aktiv, einer 1932 in Genf gegründeten politischen Partei mit faschistischer Inspiration und faschistischem Stil, die ab 1934 von Georges Oltramare angeführt wurde. Später war er Vorsitzender der Jeunesses de l’Union nationale von 1937 bis 1939. Während der Generalmobilmachung im September 1939 verliess er die faschistische Bewegung. Dann war er Präsident der Syndicat de l’enseignement und der Société pédagogique de Genève. Von 1956 bis 1958 war er Vizepräsident des Fussballkomitees UGS (Eaux-Vives).
Im Jahr 1964 beteiligte er sich an der Gründung der Vigilance, einer rechtspopulistischen und nationalistischen Partei, deren Vorsitzender er wurde. Er war Gemeinderat von Chêne-Bougeries von 1967 bis 1979, Nationalrat von 1975 bis 1987. Überdies war er Abgeordneter des Grossates von Kanton Genf von 1977 bis 1981 und Vizepräsident der Republikanischen Bewegung von James Schwarzenbach. Im Militärdienst wurde er als Oberst ernannt.